# Krik Vig
Krik Vig är en vik i Danmark. Den ligger i Region Nordjylland, i den nordvästra delen av landet. Viken har anslut till Nissum Bredning.
Längs den östra delen av viken går en seglingsränna, Krik Dyb, in till hamnen i Agger.